# Pourtout

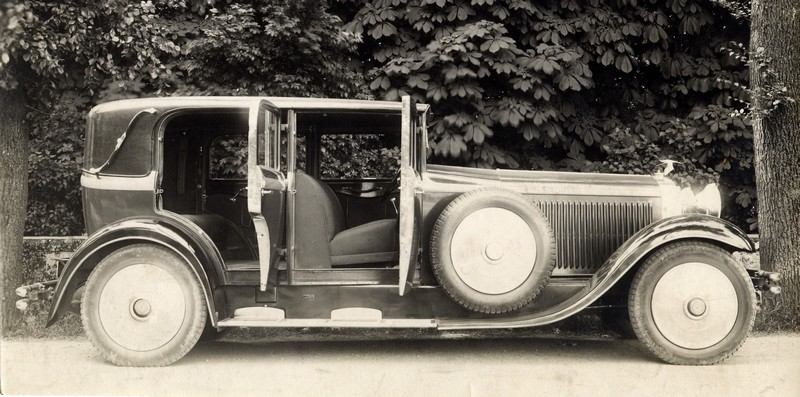
Hispano-Suiza H.6B Berline Pourtout (ca. 1930)

Pourtout war ein französischer Karosseriehersteller. Das Unternehmen wurde 1925 von Marcel Pourtout in Bougival gegründet und bestand bis zum Zweiten Weltkrieg. Die meisten Fahrzeuge wurden auf Basis von Delage, Lancia, Peugeot 402 und Renault Saprar aufgebaut. Seitdem existiert der Betrieb nur noch als Reparaturbetrieb historischer Karosserien.

## Die wichtigsten Fahrzeuge

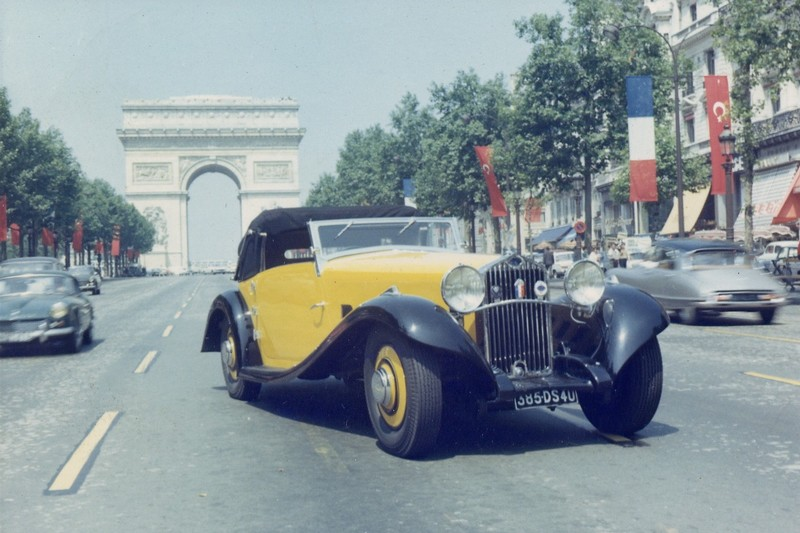
Delage D8S Pourtout

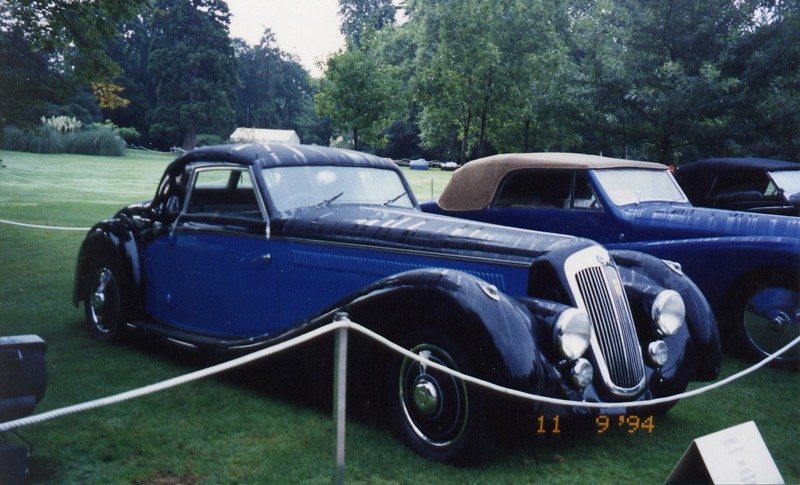
1938 Lancia Astura Pourtout

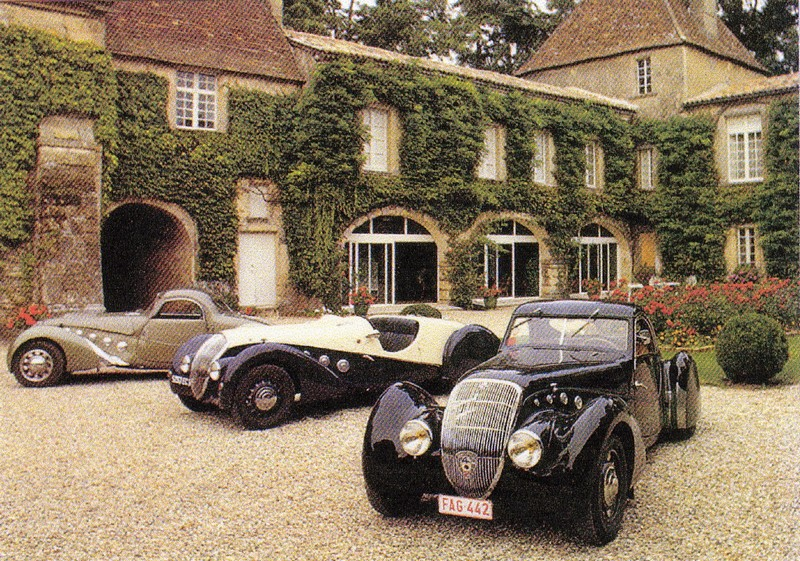
Peugeot Darl'mat von Pourtout

(Quelle:)
Delage
| Typ                | Zeitraum                        | Anzahl |
| ------------------ | ------------------------------- | ------ |
| Types unidentified | 1927 bis 1939                   | 5      |
| D1 12              | Januar bis November 1937        | 3      |
| D6 60              | Januar 1937                     | 1      |
| D 6 70             | Januar 1937 bis Oktober 1938    | 31     |
| D 6 75             | Oktober 1938 bis September 1940 | 21     |
| D 8 120            | Oktober 1937 bis Oktober 1938   | 3      |

Lancia
| Typ      | Zeitraum                     | Anzahl                     |
| -------- | ---------------------------- | -------------------------- |
| Dilambda | September 1931               | 2                          |
| Belna    | Dezember 1934 bis April 1937 | 326 (inkl. 209 Cabriolets) |
| Ardennes | September 1937 bis Juli 1939 | 36                         |
| Astura   | März 1939                    | 1                          |

Peugeot 402 Darl’mat
| Typ       | Zeitraum                     | Anzahl |
| --------- | ---------------------------- | ------ |
| Roadster  | September 1936 bis Juni 1939 | 54     |
| Cabriolet | September 1937 bis Juni 1939 | 32     |
| Coupé     | Juni 1937 bis August 1938    | 20     |

Renault Saprar
| Typ                         | Zeitraum                     | Anzahl |
| --------------------------- | ---------------------------- | ------ |
| Primaquatre Sport Roadster  | September 1938 bis Juni 1939 | 10     |
| Primaquatre Sport Cabriolet | März bis Juli 1939           | 15     |
| Primaquatre Sport Coach     | Oktober 1938                 | 1      |